# Morgane Ikene
Pour les articles homonymes, voir Ikene.
Morgane Ikene, née le 13 janvier 1999, est une footballeuse internationale algérienne jouant au poste d'attaquant au  US Saint-Malo.

## Carrière en club
Ikene a commencé à jouer au football à l'âge de six ans avec l'US Quevilly-Rouen et a continué jusqu'en 2014, date à laquelle elle a rejoint Arras.
En septembre 2017, Rouen annonce la signature d'Ikene en renfort.
En juillet 2018, elle signe avec l'équipe de Division 2 Féminine de l'US Saint-Malo. Le 2 septembre 2018, elle fait ses débuts pour le club lors d'une défaite 1-2 contre le GPSO 92 Issy. Elle a marqué son premier but pour l'équipe contre Saint-Maur le 16 septembre 2018.

## Carrière internationale
Ikene est une ancienne internationale française de jeunes, ayant représenté la France chez les moins de 16 ans et les moins de 17 ans.
En  octobre 2024, elle est convoquée pour la première fois en équipe d'Algérie, pour participer à une double confrontation contre le Nigeria.